# Wola Chorzelowska
Wola Chorzelowska is een dorp in de Poolse woiwodschap Subkarpaten. De plaats maakt deel uit van de gemeente Mielec en telt 368 inwoners.